# 제2군단 (미국)
제2(II)군단(II Corps)는 미국 육군의 두 번째 군단이다.

## 전투 서열

### 튀니지 전투 편성
- 제1기갑사단 (미국)
  - 1기갑연대
  - 13기갑연대
  - 6기갑보병연대
  - 16공병대대
- 제1보병사단 (미국)
  - 16보병연대
  - 18보병연대
  - 26보병연대
  - 5야전포병대대
  - 7야전포병대대
  - 32야전포병대대
  - 33야전포병대대
  - 1공병대대
- 제9보병사단 (미국)
  - 39보병연대
  - 47보병연대
  - 60보병연대
  - 26야전포병대대
  - 34야전포병대대
  - 60야전포병대대
  - 84야전포병대대
  - 15공병대대
- 제34보병사단 (미국)
  - 133보병연대
  - 134보병연대
  - 168보병연대
  - 125야전포병대대
  - 151야전포병대대
  - 175야전포병대대
  - 181야전포병대대
  - 34헌병중대
  - 109공병대대

### 허스키 작전
- 제1보병사단 (미국)
  - 16보병연대
  - 18보병연대
  - 26보병연대
  - 5야전포병대대
  - 7야전포병대대
  - 32야전포병대대
  - 33야전포병대대
  - 1공병대대
- 제9보병사단 (미국)
  - 39보병연대
  - 47보병연대
  - 60보병연대
  - 26야전포병대대
  - 34야전포병대대
  - 60야전포병대대
  - 84야전포병대대
  - 15공병대대
- 제45보병사단 (미국)
  - 157보병연대
  - 179보병연대
  - 180보병연대
  - 158야전포병대대
  - 160야전포병대대
  - 171야전포병대대
  - 189야전포병대대